# Большая Кочёвка
Большая Кочёвка — деревня в Ирбитском МО Свердловской области, Россия.

## География
Деревня Большая Кочёвка «Ирбитского муниципального образования» находится в 23 километрах (по автотрассе в 36 километрах) к юго-юго-западу от города Ирбит, по обоим берегам реки Кочевка (левого притока реки Ирбит). В деревне имеется пруд.

## Население
| 2002 | 2010 | 2021 |
| ---- | ---- | ---- |
| 437  | ↘421 | ↘375 |